# Cyanea asplenifolia
Cyanea asplenifolia är en klockväxtart som först beskrevs av Horace Mann, och fick sitt nu gällande namn av Wilhelm B. Hillebrand. Cyanea asplenifolia ingår i släktet Cyanea, och familjen klockväxter. Inga underarter finns listade i Catalogue of Life.

## Bildgalleri

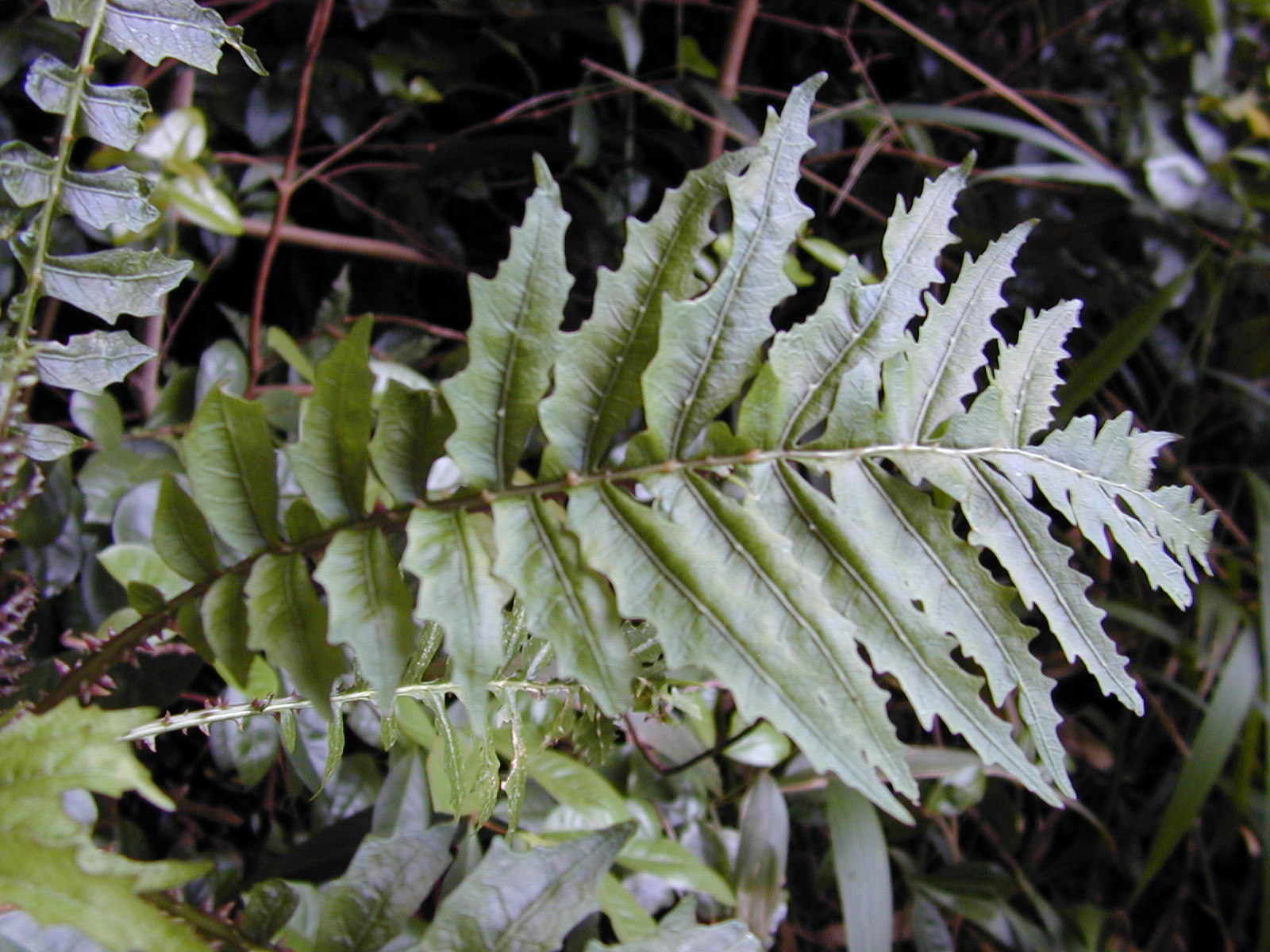